# Залізні монети

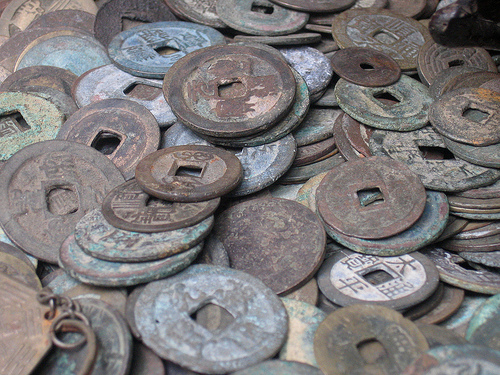
Стародавні китайські монети

Залізні монети — монети, виготовлені з заліза.

## Античність і Стародавній Схід
Перша згадка про залізо, як засіб обміну відноситься до XVI століття до н. е., коли фараон Тутмос III отримав данину з Аравії, Ассирії та Месопотамії очищеним залізом і свинцем. Гомер згадує про залізо, як про звичайний засіб обміну. В Спарті, за Лікурга, було введено в обіг залізні оболи або обеліски і круглі диски (пеланори або пеланоси), вагою близько 1 фунта і 42 золотників. Вони оцінювалися близько 4-х халків (мідних злитків, що служили одиницею цінності). Обеліски і пеланори не приймалися сусідніми зі Спартою державами
Від засобу обміну відбувся перехід до монет з того ж металу. За нестачі інших металів нерідко з'являлися в обігу монети з заліза. Так, Аристотель розповів, що жителі міста Клазомен, не маючи змоги заплатити 20 талантів боргу робітникам, зобов'язані були платити їм за це по 4 таланти щорічних відсотків.
Тоді вони випустили залізну монету номіналом 20 талантів, обов'язкову для розрахунків у торгових угодах громадян. Отриману суму 20 талантів виплатили найманцям, а 4 таланти щорічних відсотків були вжиті на викуп залізної монети, що незабаром дало можливість абсолютно вилучити її з обігу. До нашого часу дійшло лише 8 залізних монет трьох стародавніх грецьких міст: Аргоса, Тегеї і Гераї, які за своїми типами та характером написів відносяться, напевно, до 60-х років IV століття до н. е.
Монети Аргоса мають на аверсі зображення протоми вовка, а на реверсі — знак А. На монетах Тегеї — на аверсі голова Горгони, а на реверсі зображення сови і напис ТЕГЕ. У монети Гераї на аверсі голова Афіни Паллади, а на реверсі напис ΗΡΑΘΑΙ. Βсі ці монети важать від 9 до 14 грамів. Жителі Візáнтія в найдавніші часи також використовували залізо як засіб обміну, причому за однією ціною з міддю. Юлій Цезар бачив у Галлії у бритів залізні бруски, а можливо й кільця, які мали певну вагу і перебували в обігу замість монети.
У Китаї і Японії залізна монета не карбувалася, а відливалася, так що вона насправді є не сталевою, а чавунною. Посередині монети знаходиться квадратна діра, для протягування шнура з рисової соломи, на який вона нанизувалася. У Китаї вона називалася «цянь». Найдавніші залізні китайські монети відносяться до 520 до н. е., до царювання імператора У-ді династії Лян; 10 залізних монет відповідали 7-ми мідним. У другій половині X століття перший імператор династії Сун, Тай-цзу, випустив нову залізну монету, що отримала назву Так-Цзин («велика монета») і важила близько 2 золотників. Монети виробляли в дуже великій кількості, на лиття їх щорічно, від 1000 до 1020 року, йшло близько 4 тис. т. заліза. В XI і початку XII століть знову відливали залізні монети.

## Середньовіччя і Новий час
В кінці XIV століття залізна монета була в обігу в Кореї, але в дуже невеликій кількості і дуже схожа на китайську. Крім залізних монет античних і китайського типу, існують ще монети з цього металу неправильної форми і без написів на тому чи іншому боці. В Індії, в державі Траванкора, в XIV столітті була залізна монета дуже малої величини (як кедровий горіх). На острові Калімантан англійський капітан Мундес знайшов монету, що складалася з невеликих квадратних плиток заліза, без зображень на боках. Залізну монету знайшов і майор Денгем, під час своєї експедиції 1824 року в Центральний Судан. Вона складалася з тонких пластинок заліза підковоподібної форми. Підкови ці з'єднувалися в зв'язки по 10 або 16 штук, і 30 таких зв'язок відповідали за ціною 1 талеру Марії-Терезії.
Окрема підкова важила близько 3 золотих; ціна її часто коливалася, призначалась фірманами султана, в залежності від того, що належало уряду: платити чи отримувати. Це викликало невдоволення і навіть бунти. Ця монета існувала недовго: Барт, який відвідав Судан у 1850-х роках, не тільки не бачив в обігу таких підківок, а й саме вживання їх було забуто. Одночасно з цією в Судані була в обігу й інша залізна монета, введена Діфтердер-беєм, генералом Мухаммеда Алі Єгипетського, 1824 року в Ель-Обейді, столиці Кордофана. До її випуску довелося вдатися через брак єгипетської дрібної монети; вона називалася Хашшаш або Хасшах-шах і являла собою тонку пластинку заліза, схожу на розріз гриба.
З XIX століття в Туркестані і деяких інших областях у Китаї випускалася монета вагою близько 1/2 золотника, що називалася чох або ярмак (а також монети в 2, 5 і 10 чохів), з чавуну, з незначною домішкою міді. У 1880-х чохи приймалися в Туркестанському генерал-губернаторстві, по 123 чохи за копійку. В Японії залізна монета з'являється вперше 1739 року. Вона мала ціну 1 мон (близько 0,01 коп.) і виливалася до 1769 року, коли з'явилася нова, 4 мони. Від хвилястих ліній на реверсі монета отримала в народі назву намі-сен («хвиляста монета»). 1871 року в Японії було введено монету європейського типу, а вся залізна була здана в казначейство.
Мінову цінність могли мати і деякі залізні предмети. Так, Адам Сміт розповідав, що в його час у деяких шотландських селищах між робітниками був поширений звичай платити торговцям, замість дрібної монети, залізними цвяхами, які охоче приймалися і мали точно певну ціну. Те ж саме говорить і Шевальє про кам'яновугільні округи Франції.
В кінці XIX століття Швейнфурт знайшов у племені бонго (в Судані) залізні наконечники списів і лопати, що використовувалися як гроші.
В кінці XIX століття Мунго-Парк знайшов у племен мандінка (в західному Судані) залізні бруски певної ваги, що служили замість монет, а голландський мандрівник Гартман, який відвідав в 1790 році острів Борнео (в даний час — Калімантан), бачив там, разом з дрібною китайської монетою, також шматки заліза, що служили міновою цінністю.

## Цікавий факт
- 1776 року в Росії, в Бєлозерську, на думку графа Якова Сіверса, було викувано залізні кубики з написом «копійка» та «гріш», що призначалися для зважування продаваної скарбницею солі. Хоча кубики ці деякі дослідники вважали монетами, але насправді це були лише гирі.